# کلودیو مورسی
کلودیو مورسی (انگلیسی: Claudio Morresi؛ زادهٔ ۳۰ آوریل ۱۹۶۲) بازیکن فوتبال اهل آرژانتین است.
از باشگاه‌هایی که در آن بازی کرده‌است می‌توان به باشگاه فوتبال ریور پلاته، باشگاه فوتبال سانتا فه، باشگاه فوتبال ولز سارسفیلد، و باشگاه فوتبال اتلتیکو هوراکان اشاره کرد.
وی همچنین در تیم ملی فوتبال زیر ۲۰ سال آرژانتین بازی کرده‌است.